# The Day the Music Died
The Day the Music Died («Il giorno in cui morì la musica») o The Day Rock Died («Il giorno in cui morì il rock») è l'antonomasia dell'incidente aereo in cui il 3 febbraio 1959, presso Mason City, morirono tre giovani musicisti, icone del rock and roll: Buddy Holly, The Big Bopper e Ritchie Valens.
(Don McLean, American Pie)

## Storia
All'una di notte del 3 febbraio 1959 il piccolo charter Beechcraft Bonanza con i tre musicisti a bordo partì dall'aeroporto di Mason City, pilotato dal giovane e inesperto Roger Peterson, che volle decollare nonostante la zona fosse interessata da nevicate. Cinque minuti dopo, il proprietario del Dwyer Flying Service vide il velivolo iniziare a scendere a terra in maniera anomala. L'aereo perse quota all'improvviso, probabilmente per il disorientamento del pilota, e andò a schiantarsi in una piantagione di granturco poco fuori Mason City, otto miglia a nord di Clear Lake, nello Iowa.
Nell'impatto, il pilota e i tre passeggeri persero la vita. I tre, impegnati in una lunga tournée nel Midwest, si erano esibiti quella sera alla Surf Ballroom di Clear Lake e si erano rimessi subito in viaggio. La sera dopo avrebbero dovuto tenere uno spettacolo nel Dakota del Nord.
Il 16 settembre 2003, sul luogo dell'incidente è stato inaugurato un monumento.

### Eventi precedenti il disastro
Il Winter Dance Party dell'inverno 1959 era un tour di diversi cantanti e complessi che prevedeva una serie di concerti da tenersi dal 23 gennaio al 15 febbraio in ventiquattro città. I problemi che si presentarono agli organizzatori a causa delle distanze fra le località furono notevoli. Subito dopo la partenza della tournée si scoprì che il pullman adibito al trasporto di musicisti e attrezzature non era attrezzato per affrontare viaggi in condizioni rese difficili dalla neve e dal maltempo invernale. Il batterista del gruppo di Holly, Carl Bunch, dovette ricorrere ai medici per un principio di congelamento agli arti inferiori.

### Buddy Holly
La Surf Ballroom di Clear Lake non doveva essere una data del tour ma gli organizzatori, per riempire una serata scoperta, chiamarono Carroll Anderson, manager della Surf Ballroom, proponendo lo spettacolo. Questi accettò e fu fissata la data del 2 febbraio.
Quando Buddy Holly arrivò al locale si mostrò contrariato con gli altri musicisti per l'inadeguatezza del pullman e ventilò la possibilità di affittare un volo charter per andare a Moorhead, da dove avrebbero poi raggiunto Fargo. Secondo il servizio televisivo Behind the Music: The Day the Music Died prodotto dal canale satellitare VH-1, Holly era indispettito anche per non poter disporre di un cambio di biancheria e non poter far lavare quella che indossava in quanto la locale tintoria quel giorno era chiusa per riposo.
L'aereo fu dapprima prenotato per Buddy Holly e i suoi colleghi Waylon Jennings e Tommy Allsup, e il volo fu organizzato con Roger Peterson, pilota locale ventunenne che lavorava per la Dwyer Flying Service di Mason City. Fu concordata una tariffa di trentasei dollari per ciascuno dei tre passeggeri del Beechcraft Bonanza B35 (V-tail).

### Big Bopper
Il disc jockey e cantante JP Richardson, reduce da una fastidiosa forma di influenza, chiese a un musicista di Holly, Waylon Jennings, se poteva cedergli il posto sull'aereo e Jennings acconsentì senza problemi. Quando Holly seppe che Jennings non avrebbe preso l'aereo, gli augurò in tono scherzoso di congelare sul vecchio bus e Jennings, nello stesso tono, augurò a Holly che l'aereo potesse schiantarsi. Questo scambio di battute, con l'involontario e lugubre augurio, ha condizionato per tutta la vita Jennings, che non ha mai saputo darsene pace.

### Ritchie Valens
Ritchie Valens non aveva mai volato su un aereo da turismo e chiese a un altro musicista di Holly, Tommy Allsup, di cedergli il posto. Allsup propose di decidere la questione lanciando una moneta. Contro quanto narrato in film biografici come La Bamba, il sorteggio non avvenne all'aeroporto subito prima del decollo, complice Holly, ma fu effettuato da un disc jockey della sala da ballo a fine spettacolo. Valens vinse il sorteggio e con esso il posto sull'aereo.
Anche Dion DiMucci del gruppo Dion & The Belmonts, quarto nome in cartellone insieme a Holly, Big Bopper e Valens, si vide proporre di prendere l'aereo, ma declinò giudicando il biglietto troppo caro.

### L'impatto
Poco dopo l'una di notte del 3 febbraio, l'aeroplano decollò dall'aeroporto municipale di Mason City. Cinque minuti dopo, il proprietario del Dwyer Flying Service ne vide le luci che iniziavano a scendere verso terra. Dalla torre di controllo si aspettavano comunicazioni dal pilota sul piano di volo, ma Peterson non contattò mai i controllori di volo. Vari tentativi di contattarlo da parte di Dwyer non riuscirono. Alle 3:30 del mattino dall'aeroporto Hector di Fargo comunicarono di non avere avuto contatti con il velivolo.
Intorno alle 9:15, Dwyer decollò con un piccolo aereo per ripercorrere la rotta che si pensava Peterson avesse seguito. Bastò poco per scorgere i resti del velivolo, caduto in un terreno coltivato a granoturco, circa otto chilometri a nord-ovest dell'aeroporto.
A Carroll Anderson, il manager della Surf Ballroom, che aveva accompagnato gli artisti alla partenza dall'aeroporto, toccò il triste compito di identificare i cadaveri. I corpi di Holly e Valens giacevano poco distante dall'aereo, quello di Richardson in un campo adiacente.
Secondo il coroner della contea, si può presumere che tutti i passeggeri abbiano trovato morte istantanea per traumi alla testa. Il certificato di morte di Holly precisa che il cantante aveva riportato fratture multiple fatali:

### L'inchiesta giudiziaria
L'inchiesta giudiziaria consentì di accertare che il disastro fu dovuto al maltempo abbinato a un errore del pilota (l'inesperto Peterson, che stava ancora perfezionando la preparazione per il volo notturno), dovuto forse a perdita dell'orientamento spaziale. La scarsa dimestichezza con gli strumenti di bordo potrebbe averlo indotto a credere di essere in fase ascendente anziché discendente. Va detto che - sempre secondo l'inchiesta - il pilota non fu messo adeguatamente sull'avviso a proposito delle condizioni meteo che avrebbe incontrato durante la rotta.
Nel 2007, il figlio di Richardson ha ottenuto che il corpo del padre fosse riesumato e venisse compiuta un'autopsia supplementare per confermare l'originaria perizia necroscopica. La richiesta è stata fatta anche per fare piena luce sull'eventualità che a bordo vi fosse stata l'esplosione accidentale da una rivoltella calibro 22 appartenuta a Holly, trovata nel campo due mesi dopo. Si voleva inoltre accertare se Richardson si fosse allontanato con le sue gambe dal luogo dell'impatto, considerato che il corpo era stato rinvenuto a distanza.
L'autopsia, alla presenza del celebre antropologo forense Bill Bass, stabilì che il corpo di Richardson risultava in buono stato nonostante la lunga sepoltura. Il corpo, esaminato anche ai raggi X, presentava molteplici ed estese fratture e danni rilevanti agli organi interni, tali da confermare la morte istantanea a seguito dell'impatto del velivolo sul terreno, escludendo così altre cause.

## Memoriale
Nel 1988, Ken Paquette, un appassionato dell'era degli anni cinquanta proveniente dal Wisconsin, ha fatto erigere una statua in acciaio raffigurante una steel guitar e un insieme di tre dischi ciascuno con i nomi dei tre cantanti morti nella sciagura aerea. Il monumento è posto sul terreno privato di una fattoria, poco distante dall'incrocio tra la 315th Street e la Gull Avenue.
Lo stesso Paquette ha fatto erigere un monumento analogo dedicato ai tre musicisti alla Riverside Ballroom di Green Bay, nel Wisconsin, dove Holly, Big Bopper e Valens suonarono la notte del 1º febbraio 1959, due sere prima del disastro. Questo secondo monumento è stato inaugurato il 17 luglio 2003.
Nel febbraio 2009 un altro monumento è stato eretto da Paquette sul luogo del disastro in memoria del pilota Roger Peterson.